# Ruská pravoslavná církev
Ruská pravoslavná církev Moskevského patriarchátu či jen Ruská pravoslavná církev (RPC, rusky Русская Православная Церковь Московского Патриархата, РПЦ), oficiálně též Moskevský patriarchát či Patriarchát Moskvy a vší Rusi, je největší autokefální pravoslavnou církví, s nimiž tvoří společenství pravoslavných církví. Její hlavou je patriarcha moskevský a celé Rusi sídlící v Danilovském klášteře v Moskvě. Od 1. února 2009 je patriarchou Kirill I.
Po roce 1991, kdy se církev vymanila z komunistického útlaku, církev obnovila svůj tradiční vliv na politické dění v zemi. Počet věřících se v současné době odhaduje na 100 miliónů osob; toto číslo zahrnuje velkou část Rusů, kteří nejsou aktivními věřícími a návštěvníky bohoslužeb, uznávají však RPC jako tradiční autoritu a symbol ruské kultury.

## Rozšíření a struktura

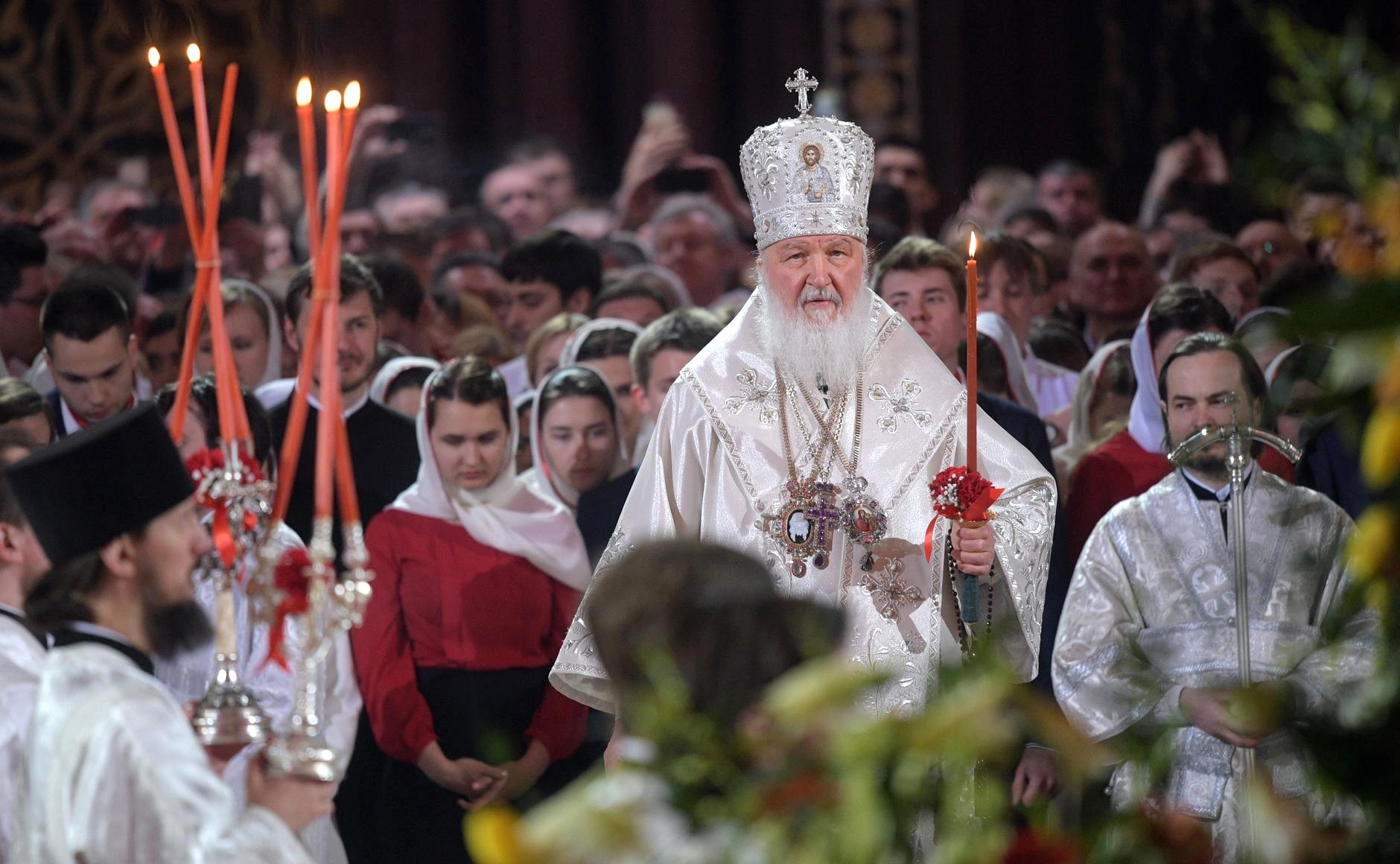
Patriarcha Kirill Ruský slouží velikonoční liturgii v moskevské katedrále Krista Spasitele (2017)

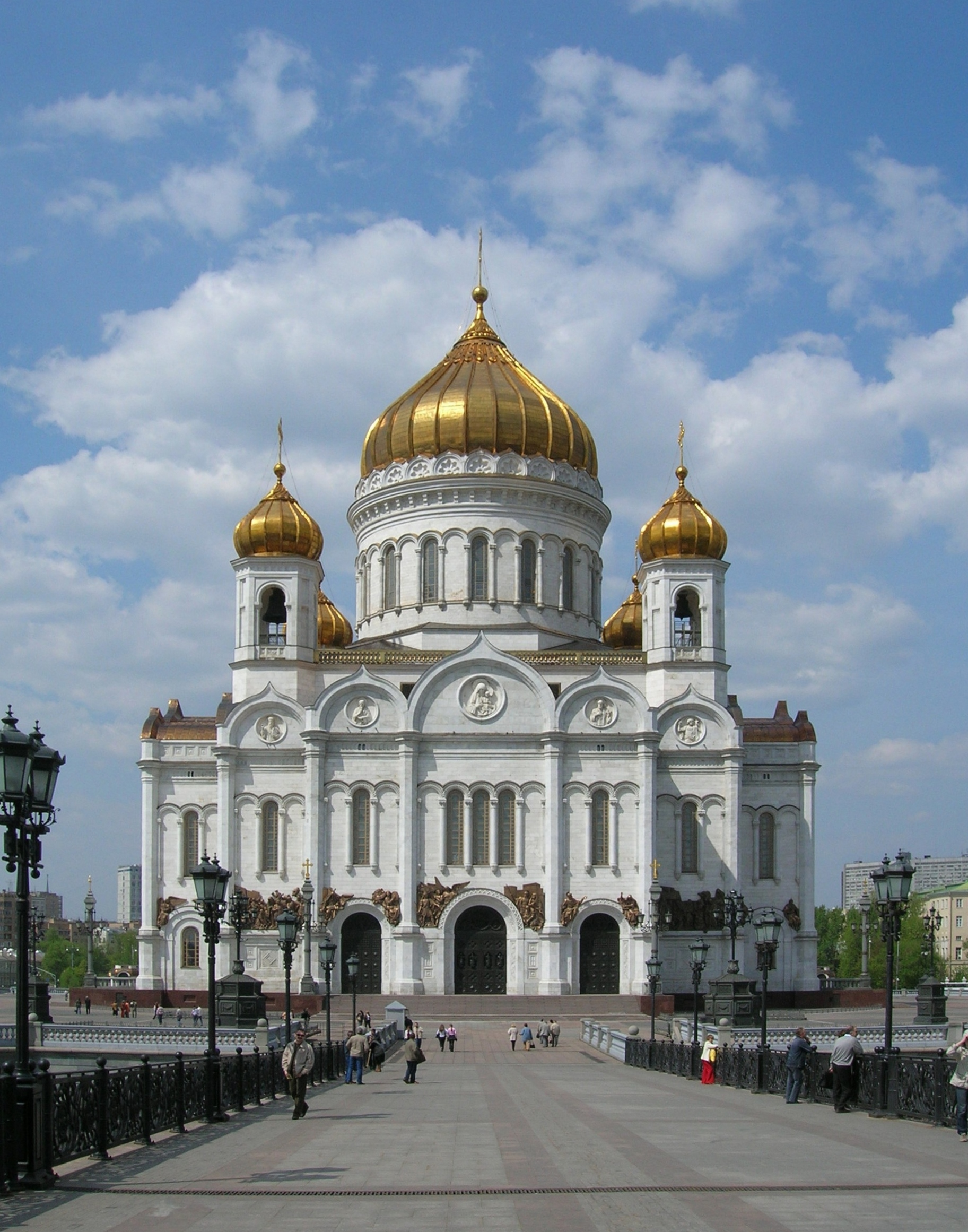
Obnovená katedrála Krista Spasitele v Moskvě

Ruská pravoslavná církev je největší náboženskou organizací v Rusku, silné postavení má také v některých zemích bývalého SSSR (zejména v těch, kde zůstává silná ruská menšina), tzn. v Estonsku, Lotyšsku, Bělorusku, Moldavsku, na Ukrajině a v Litvě (část, je tam i pravoslavná církev podřízená Konstantinopolskému patriarchátu). Běloruská pravoslavná církev, Moldavská pravoslavná církev a Ukrajinská pravoslavná církev Moskevského patriarchátu (UPC MP) jsou součástmi RPC. Pod její jurisdikci patří i ruští pravoslavní v Ázerbájdžánu, Kazachstánu, Kyrgyzstánu, Tádžikistánu, Turkmenistánu, Uzbekistánu, a taktéž v Mongolsku a Japonsku. Dle údajů z roku 2006 RPC čítá na 27 000 farností (приход) sdružených do 136 eparchií (obdoba katolické diecéze), z nichž zhruba čtvrtina je v zahraničí (svou eparchii má RPC i ve Vídni, Damašku, New Yorku či Buenos Aires). Dále církvi náleží 713 monastýrů (z toho 543 v Rusku, 173 na Ukrajině, přičemž poměr mužských a ženských klášterů je vyrovnaný) a 75 církevních škol. V roce 2015 měla 34 764 farností ve 293 eparchiích (diecézích), kde působilo 384 biskupů. A též 926 monastýrů (klášterů), z toho 455 mužských a 471 ženských. Ruská pravoslavná církev se snaží pronikat také do dalších zemí: příkladem může být první pravoslavný chrám na Kubě, otevřený v říjnu 2008.

## Dějiny

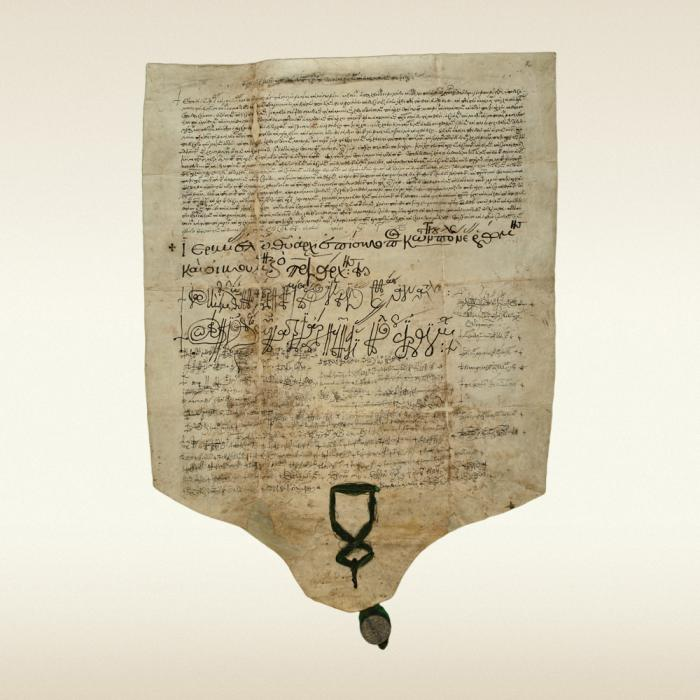
Psaní konstantinopolského patriarchy o založení patriarchátu moskevského

Pravoslavný kříž

### Vznik
Podle legendy přinesl křesťanství na Rus již apoštol svatý Ondřej, když se doplavil proti proudu Dněpru na místo dnešního Kyjeva. Rozhodujícím datem byl však rok 988, kdy velký kníže Kyjevské Rusi Vladimír I. zavrhl pohanský panteon a přijal křest z rukou východní církve; toto datum je považováno za okamžik christianizace Rusi a vzniku pravoslavné církve; roku 1988 slavil Sovětský svaz přes deklarovaný ateismus 1000. výročí této události.

### Osamostatnění a reformy

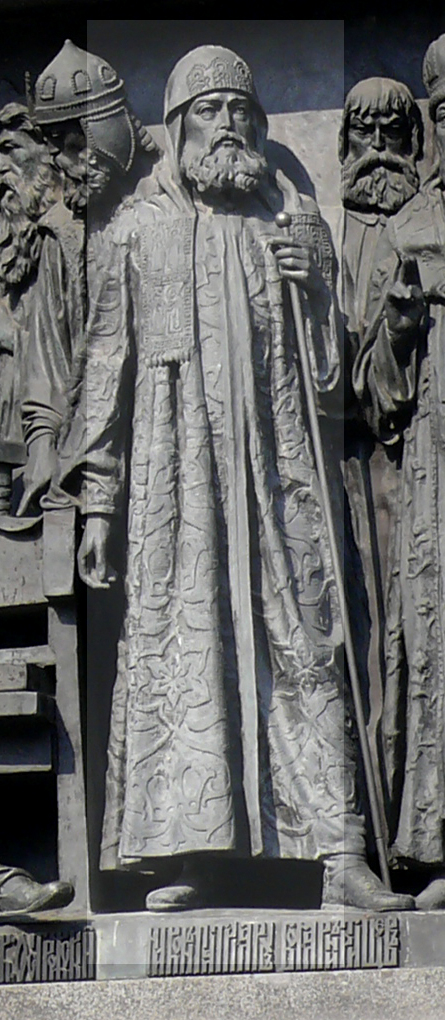
Patriarcha Nikon

Metropolita, podřízený Konstantinopoli, sídlil zpočátku v Kyjevě, tehdejší stolici staroruského státu a centru východoslovanské kultury. V důsledku politických změn bylo jeho sídlo přesunuto nejprve do Vladimiru (1299) a následně do Moskvy (1325). Prvními metropolity na Rusi byli zpravidla Řekové, potvrzovaní do svého úřadu konstantinopolským patriarchou. Posledním z nich byl Isidor Kyjevský (1437–1441), který roku 1439 podepsal smlouvu uzavírající Florentskou unii. Ta zavazovala pravoslavné věřící k uznání primátu papeže, což Moskevská Rus odmítala přijmout. Isidor byl vyhnán a roku 1448 si na Rusi sami zvolili metropolitu ruského původu Iona. Tím se ruská církev stala autokefální, nezávislou na konstantinopolském patriarchátu. Roku 1589 přiměl Boris Godunov konstantinopolského patriarchu, aby zřídil v Moskvě patriarchát.
Roku 1652, po reformách patriarchy Nikona, došlo ke schizmatu, jímž se z pravoslavné církve vydělili tzv. starověrci.
Car Petr Veliký se snažil o maximální posílení státní moci Ruského impéria, a tedy i o kontrolu nad církví. V rámci jeho tzv. synodální reformy byl jako nejvyšší církevní instituce roku 1721 zřízen Nejsvětější synod, v jehož čele stál oberprokurátor jmenovaný carem. Synod řídil všechny záležitosti církve. Biskupové museli při nástupu do funkce složit přísahu carovi, který byl „nejvyšší církevní soudce“. „To znamená, že laik (byť by to byl pomazaný car) byl nejvyšším ochráncem víry, a vysoká církevní instance, zřízena samoděržavnou mocí, je institucí vládní moci. Až 23. února 1901 se tato přísaha, pro křesťanské svědomí nepřijatelná, z carova příkazu přestala užívat.“ Car komunikoval s církevní správou přes vrchního prokurátora, který byl „jeho mužem“ v synodu.

### Stav na počátku 20. století

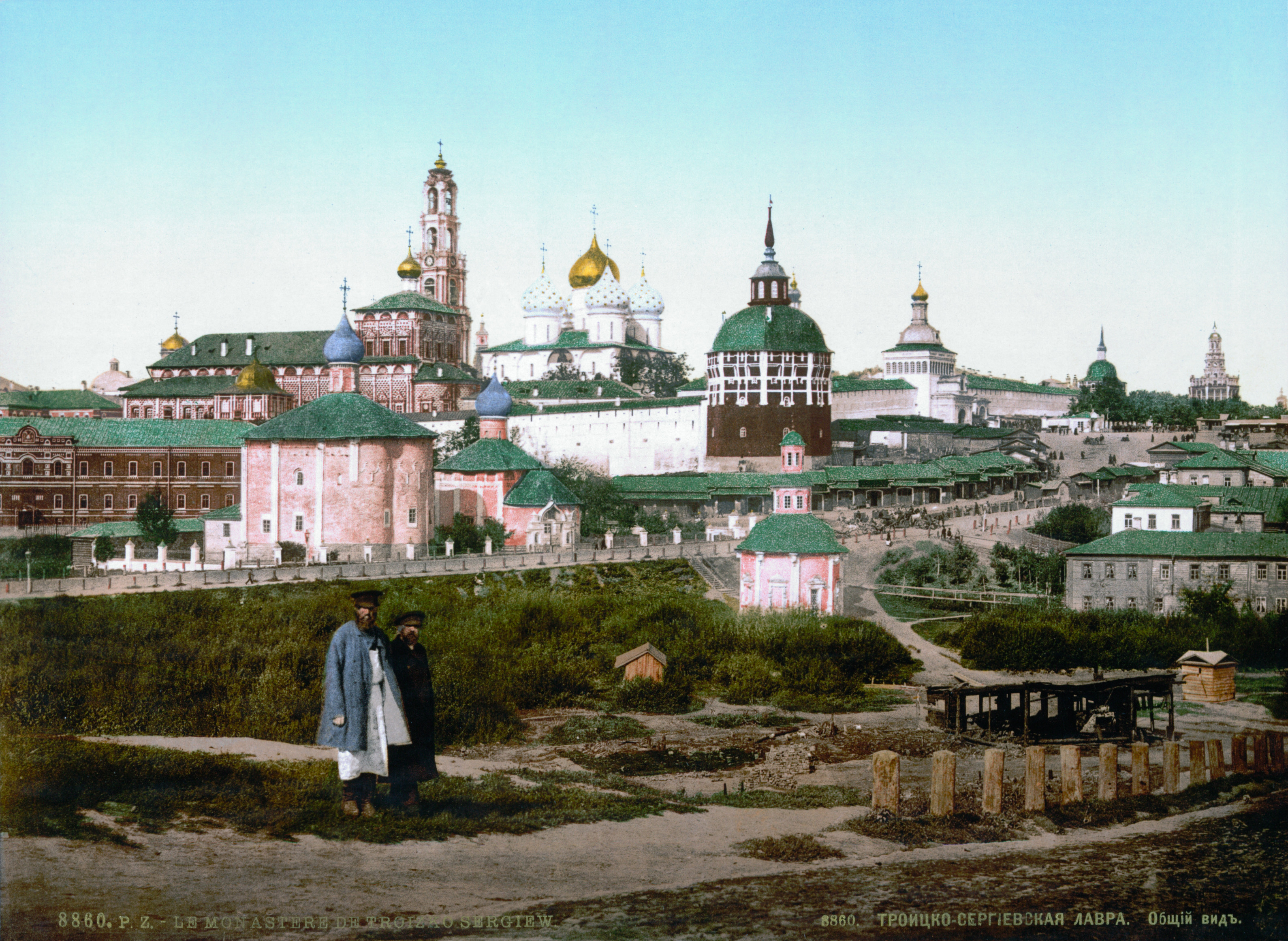
Trojicko-sergijevská lávra na počátku 20. století

Ruská pravoslavná církev se potýkala s vnitřními problémy, ale navenek působila mohutným dojmem. Na počátku 20. století se k církvi hlásilo 83 milionů věřících. „V roce 1900 bylo celkem téměř 105 000 světských duchovních a mnichů (2230 protojerejů, 34 784 kněží, 14 945 diákonů a 43 857 Ďáčků). Pravoslavných chrámů každým rokem přibývalo. V průměru se jich za rok stavělo kolem pěti set. V roce 1903 fungovalo celkem 50 355 chrámů a 19 890 kaplí.“ Velkým vnitřním problémem církve bylo vzdělávání církevních činitelů. Platy duchovních zajišťoval stát. Tyto platy byly pro duchovní nižšího svěcení dosti malé, zatímco platy biskupů byly nesrovnatelně větší. (Státní plat faráře činil 300 rublů, plat biskupa byl 30 až 50 tisíc rublů a plat kyjevského metropolity byl 100 000 rublů.) Duchovní byli tedy často odkázáni na milodary svých farníků. Úroveň duchovenstva navíc snižoval fakt, že zůstávalo v podstatě kastovní organizací, neboť profese kněze se v rodinách dědila. Navíc pro mladého člověka byla často jediná možnost, jak dosáhnout středoškolského vzdělání právě dráha duchovního, to znamená, že někteří ze studentů církevních seminářů nepovažovali svoji službu za poslání, ale jen za prostředek k posílení společenského statusu.

### Doba komunismu: útlak a rozdvojení
V letech 1927–2007 existovala vedle Ruské pravoslavné církve také Exilová ruská pravoslavná církev, která vznikla poté, co byla domácí pravoslavná církev nucena ke spolupráci s bolševickým režimem. Během éry Sovětského svazu bylo režimní snahou církev zcela zlikvidovat; zejména za Stalinovy vlády byla vystavena nesmírně kruté perzekuci s krátkým uvolněním během Velké vlastenecké války. V letech 1917 až 1935 bylo zatčeno 130 tisíc pravoslavných kněží a z nich bylo minimálně 95 tisíc zabito. Počet kostelů v Rusku klesl z 295 84 v roce 1927 na méně než 500 v roce 1940. Toho roku byl na svobodě pouze jediný biskup.
Ke konci Stalinovy éry začalo uvolňování, které pokračovalo na počátku Chruščovovy éry, takže v roce 1957 měla již státem ovládaná církev asi 22 tisíc kostelů. Chruščov ale postupně změnil názor a v letech 1959 až 1964 pokračovala druhá masivní vlna perzekuce a zavírání kostelů, jejichž počet se snížil asi o 12 tisíc.
Perzekuce aktivně pokračovaly za všech dalších generálních tajemníků až do nástupu Gorbačova a jeho reforem (1985). V roce 1987 byla statisticky situace přibližně: 6893 fungujících kostelů a 18 fungujících klášterů v celém Sovětském svazu; v Ruské SFSR bylo křtěno asi 40–50% novorozenců a přes 60% zemřelých dostávalo křesťanský pohřeb.
Za Gorbačova přišlo zásadní zmírnění útlaku v době perestrojky (která např. umožnila mohutné oslavy 1000 let křesťanství na Rusi).
Po rozpadu SSSR získala církev za patriarchátu Alexije II. opět významný vliv na dění zemi včetně vysoké politiky. Bylo obnoveno množství kostelů a klášterů, nicméně znovu se objevilo nepřátelství představitelů RPC vůči jiným církvím.

### 21. století

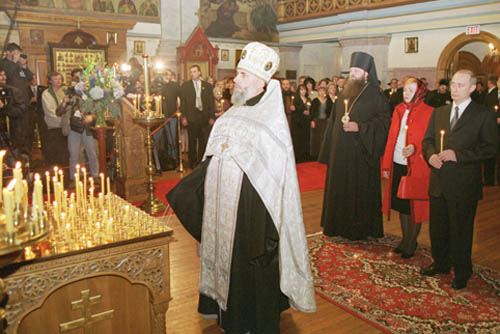
Ruský prezident Putin uctívá v říjnu 2001 v pravoslavném chrámu památku obětí teroristických útoků 11. září 2001

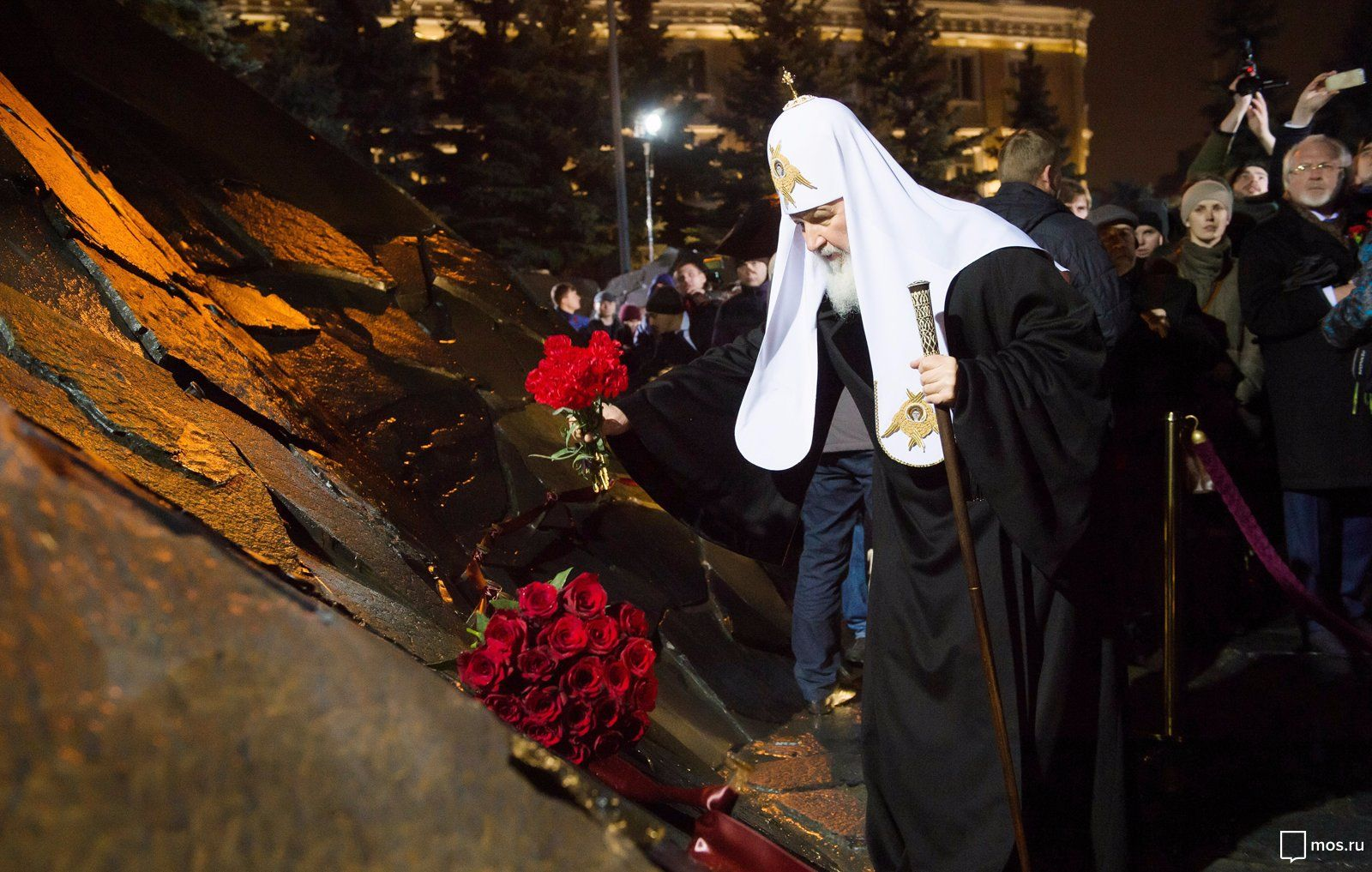
Patriarcha Kirill v Moskvě v říjnu 2017 u památníku obětem stalinských represí

Dne 17. května 2007 se po 80 letech rozdvojení opět sjednotila exilová a domácí církev, jejíž jedinou hlavou se stal moskevský patriarcha Alexij II. Akt sjednocení pokládá za jeden ze svých úspěchů také prezident Ruska, Vladimir Putin. Sjednocení vyvolalo rozhořčení některých exulantů, kteří odmítají provázanost církve a ruské vlády a poukazují na Putinovo někdejší členství v KGB.

## Ruská pravoslavná církev vČesku
Ruská pravoslavná církev má na území České republiky dvě zastupitelství – tzv. podvorje:
- v Karlových Varech (toto podvorje, které existuje od konce 70. let 20. století, bylo roku 2007 registrováno jako církev pod názvem Ruská pravoslavná církev, podvorje patriarchy moskevského a celé Rusi v Karlových Varech, ve farnosti s chrámem svatých nejpřednějších apoštolů Petra a Pavla)
- v Praze při velvyslanectví Ruska[10]

Věková struktura Ruské pravoslavné církve, podvorje patriarchy moskevského a celé Rusi v České republice v České republice roku 2011

## Některé farnosti v zahraničí:
- Patriarchální farnosti ve Finsku
- Patriarchální farnosti v Itálii
- Patriarchální farnosti v Kanadě
- Patriarchální farnosti v Norsku
- Patriarchální farnosti ve Švédsku
- Patriarchální farnosti v Turkmenistánu
- Patriarchální farnosti v USA

## Vztah k jiným církvím

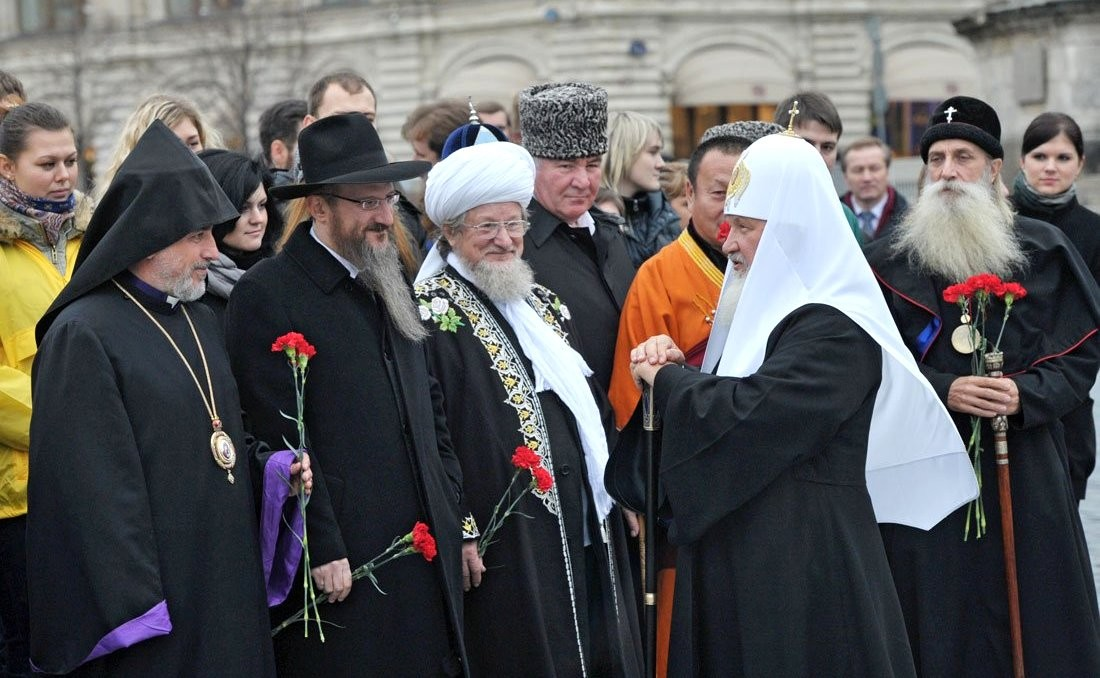
Setkání patriarchy Kirilla s ostatními ruskými náboženskými vůdci

### Vztah k římskokatolické církvi
Viz též: Společné prohlášení papeže Františka a patriarchy Kirilla
Římskokatolická a pravoslavná církev jsou v rozkolu od Velkého schizmatu roku 1054, které poznamenává vztah obou církví dodnes. Papež Jan Pavel II. nikdy nedostal od patriarchy Alexije povolení k návštěvě Ruska, ač o ně usiloval a řadoví Rusové jeho návštěvu neodmítali. Stejný postoj zaujal i při papežově návštěvě Ukrajiny roku 2001, kterou mu však svou pravomocí znemožnit nemohl. Po papežově smrti jej označil za stranu znesnadňující dialog a vyslovil očekávání lepší spolupráce.
Dne 12. února 2016 se papež František sešel s moskevským patriarchou Kirillem, což bylo první setkání mezi hlavami římskokatolické a Ruské pravoslavné církve v dějinách.

### Konstantinopolský patriarchát
Konstantinopolský patriarcha Bartoloměj I. zrušil koncem roku 2018 rozhodnutí Konstantinopolského patriarchátu z roku 1686, kterým se Ukrajinská pravoslavná církev připojila k patriarchátu v Moskvě jako autonomní součást Ruské pravoslavné církve. Z iniciativy ukrajinského prezidenta Petra Porošenka vznikla s požehnáním Bartoloměje I. sloučením a zánikem dosavadních tří pravoslavných církví na Ukrajině, včetně Moskevského patriarchátu, sjednocená místní autokefální pravoslavná církev Ukrajiny, s čímž ale nesouhlasí Ukrajinská pravoslavná církev Moskevského patriarchátu, která disponuje největším počtem kostelů a má na Ukrajině nejvíc věřících. Agenti ukrajinské tajné služby SBU provedli na konci roku 2018 v klášterech a budovách patřících Moskevskému patriarchátu razie a domovní prohlídky. V reakci na rozhodnutí Bartoloměje přerušila Ruská pravoslavná církev s Konstantinopolským patriarchátem veškeré styky a došlo tak k rozkolu uvnitř pravoslavného světa.